# Chilocentropus disparilis
Chilocentropus disparilis är en nattsländeart som beskrevs av Longinos Navás 1934. 
Chilocentropus disparilis ingår i släktet Chilocentropus och familjen trattnattsländor. Inga underarter finns listade i Catalogue of Life.